# Mannur, Savanur
Mannur là một làng thuộc tehsil Savanur, huyện Haveri, bang Karnataka, Ấn Độ.